# Alvin Ailey
Alvin Ailey (5. ledna 1931 Rogers – 1. prosince 1989 New York) byl americký tanečník a choreograf, zakladatel Alvin Ailey American Dance Theater v New Yorku. Byl průkopníkem moderního tance ve Spojených státech amerických a jeho choreografie Revelations je považována za klasiku taneční moderny. Byl gay. Zemřel 1. prosince 1989 ve věku 58 let na AIDS. Aby svou matku ušetřil sociálního stigmatu, požádal lékaře, aby jako příčinu úmrtí uvedl smrtelnou krevní dyskrazii. Roku 2014 mu prezident Barack Obama posmrtně udělil Prezidentskou medaili svobody.